# Christian Neff
Christian Neff (* 18. Februar 1863 bei Ludwigshafen; † 30. Dezember 1946) war ein mennonitischer Theologe und Historiker.

## Leben
Christian Neff studierte in Erlangen, Berlin und Tübingen Theologie. In seinem theologischen Denken wurde Neff unter anderem vom evangelischen Theologen Theodor Zahn beeinflusst. Nach abgeschlossenem Studium übernahm Neff im Jahr 1887 die Pfarrstelle der Mennonitengemeinde auf dem Weierhof. Neben seiner Arbeit als Pastor arbeitete er zeitweise auch als Lehrer in den Fächern Religion, Deutsch und Geschichte.
Christian Neff übernahm bald leitenden Aufgaben innerhalb der süddeutschen Mennoniten und wurde 1905 in den Vorstand der Vereinigung der Mennoniten im Deutschen Reich berufen. Im Jahr 1913 reiste Neff für mehrere Wochen nach Nordamerika, um die Kontakte zu den amerikanischen Mennoniten zu intensivieren. Unter ihm wurde 1925 in Erinnerung an die Gründung der ersten Täufergemeinde 1525 schließlich die erste Mennonitische Weltkonferenz in Basel abgehalten. Auch die folgenden 1930 in Danzig und 1936 in Amsterdam durchgeführten Konferenzen wurden maßgeblich von ihm angestoßen und mitgestaltet. Neff wird daher als Gründungsfigur der heute noch bestehenden Mennonitischen Weltkonferenz angesehen. Darüber hinaus engagierte sich Neff auch in der mennonitischen Jugendarbeit und war Initiator des Jugendwerks der süddeutschen Mennoniten. In Verbindung mit der ersten mennonitischen Weltkonferenz 1925 verlieh ihm die Universität Zürich im gleichen Jahr die Ehrendoktorwürde.

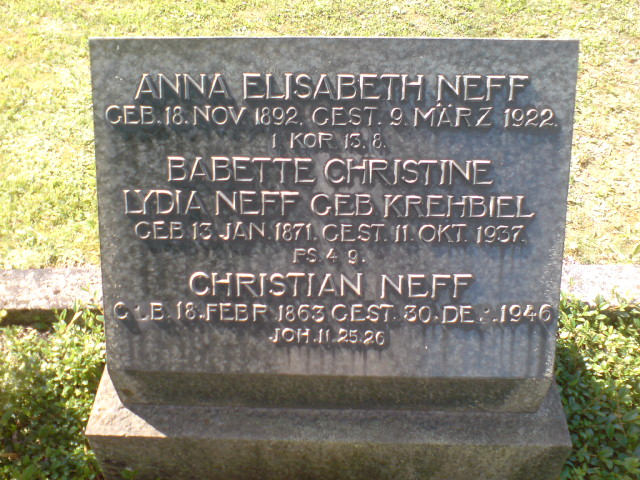
Grabmal auf dem Mennonitischen Friedhof Weierhof

Publizistisch trat Neff unter anderem als Redakteur der Mennonitischen Blätter (1941 eingestellt) und als Mitherausgeber des Mennonitischen Lexikons in Erscheinung. Auch am Gesangbuch der Mennoniten von 1910 und auch am Christlichen Gemeinde-Kalender wirkte er mit. Christian Neff starb am 30. Dezember 1946 und wurde auf dem Mennonitenfriedhof auf dem Weierhof begraben.